# Mateo Kovačić
Mateo Kovačić (phát âm tiếng Serbia-Croatia: [matěo kǒʋatʃitɕ]; sinh ngày 6 tháng 5 năm 1994) là một cầu thủ bóng đá chuyên nghiệp người Croatia hiện đang thi đấu ở vị trí tiền vệ cho câu lạc bộ Premier League Manchester City và đội tuyển bóng đá quốc gia Croatia.
Anh bắt đầu sự nghiệp chuyên nghiệp với Dinamo Zagreb ở tuổi 16, giành 2 chức vô địch liên tiếp cùng đội bóng, trước khi chuyển sang Inter Milan năm 2013. Sau mùa giải 2014–15, anh chuyển đến Real Madrid và giành được chức vô địch UEFA Champions League vào các mùa 2015–16, 2016–17 và 2017–18. Anh gia nhập Chelsea dưới dạng cho mượn một năm vào năm 2018, sau đó ký hợp đồng vĩnh viễn với câu lạc bộ thành London vào cuối mùa giải. Với Chelsea, Kovačić đã giành chức vô địch UEFA Europa League 2018–19 và UEFA Champions League 2020–21, cũng như Cầu thủ xuất sắc nhất năm của Chelsea sau mùa giải 2019–20.
Lần đầu khoác áo cho đội tuyển bóng đá quốc gia Croatia kể từ năm 2013, Kovačić đã đại diện cho quốc gia tham dự ba kỳ FIFA World Cup vào các năm tại 2014, 2018 và 2022, hai kỳ UEFA Euro vào các năm 2016 và 2020. Anh đã từng cùng với đội tuyển lọt vào trận chung kết FIFA World Cup 2018 và chung kết UEFA Nations League 2023, và đều giành ngôi á quân chung cuộc.

## Sự nghiệp câu lạc bộ

### Đội trẻ
Sinh ra tại Linz, Áo, bố mẹ người Bosnia và Croatia chuyển đến đây năm 1991 từ Kotor Varoš, Bosnia và Herzegovina, Kovačić bắt đầu chơi bóng khi còn nhỏ tại học viện LASK Linz trong khu vực. Năm 2007, khi Kovačić 13 tuổi, tiền vệ tài năng này được theo dõi bởi các trinh sát từ các đội bóng lớn tại châu Âu, như Ajax, Inter Milan, Juventus và Bayern Munich, nhưng gia đình anh chọn chuyển đến Zagreb, nơi anh gia nhập đội bóng lớn tại Croatia Dinamo Zagreb. Kovačić gặp phải chấn thương nghiêm trọng khi bị gãy chân năm 2009, nhưng anh trở lại sân bóng sau đợt điều trị dài ngày vào 31 tháng 5 năm 2010, thi đấu trận cuối cùng của giải trẻ U-17 Croatia, trong chiến thắng 5–0 trước U-17 RNK Split.

### Dinamo Zagreb
Kovačić bắt đầu tập luyện với đội hình một của câu lạc bộ dưới sự quản lý của người quản lý, Vahid Halilhodžić, bốn tháng sau, vào ngày 6 tháng 10 năm 2010,  nhưng tiếp tục xuất hiện cho câu lạc bộ trong các trận đấu của học viện trong tháng Mười. Cuối tháng đó, nhật báo thể thao địa phương Sportske novosti đưa tin rằng trưởng tuyển trạch viên của Arsenal, Steve Rowley, đã đến Zagreb để xem anh ấy trình diễn trong các trận đấu dưới 17 tuổi gặp Cibalia và Zagreb.
Kovačić cuối cùng đã có trận ra mắt giải đấu chuyên nghiệp trong trận đấu Prva HNL 2010–11 gặp Hrvatski Dragovoljac vào ngày 20 tháng 11 năm 2010, trong đó anh ghi bàn thắng thứ tư của Dinamo trong chiến thắng 6–0 của họ. Điều này khiến anh trở thành cầu thủ ghi bàn trẻ nhất trong lịch sử giải đấu, ở tuổi 16 và 198 ngày, phá kỷ lục được thiết lập chỉ một tuần trước đó bởi Dino Špehar, người đã ghi bàn cho Osijek ở tuổi 16 và 278. ngày 13 tháng 11 năm 2010.  Trong mùa giải đầu tiên của anh ấy với Dinamo Zagreb, anh ấy đã xuất hiện trong 7 trận đấu, góp phần vào việc giành chức vô địch giải đấu.
Trong mùa giải 2011-12, Kovačić nhanh chóng khẳng định mình là đội thường xuyên. Anh chủ yếu chơi ở vị trí tiền vệ trái trong hệ thống 4–2–3–1. Vào đầu mùa giải, ông đã giúp đội bóng đạt được vòng đấu bảng của mùa Champions League lần đầu tiên trong 12 năm. Mới 17 tuổi, anh đã có mặt trong đội hình xuất phát trận đấu đầu tiên của Dinamo với Real Madrid . Anh ấy đã kết thúc mùa giải châu Âu đầu tiên của mình với Dinamo bằng cách ghi bàn thắng vào lưới Lyon trong trận đấu cuối cùng của vòng bảng ở Zagreb và do đó trở thành cầu thủ ghi bàn trẻ thứ hai tại Champions League. Ở giải quốc nội, anh là một cầu thủ thường xuyên ra sân, xuất hiện trong 25 trận đấu của giải đấu và ghi được 5 bàn thắng trong quá trình đó. Trong trận đấu với Lučko ở giải VĐQG , anh trở thành cầu thủ trẻ nhất đeo băng đội trưởng trong lịch sử Dinamo, lấy băng đội trưởng từ Leandro Cufré .  Đó là một mùa giải thành công khác của anh ấy ở các giải đấu quốc nội khi anh ấy xuất hiện trong 32 trận đấu ở giải quốc nội và cúp trong mùa giải đó, giúp Dinamo giành chức vô địch thứ bảy liên tiếp. Anh cũng ghi bàn trong trận Chung kết Cúp Croatia trước Osijek tại Stadion Maksimir. Vào tháng 12 năm 2011, anh được vinh danh là Niềm hy vọng của năm của bóng đá Croatia .
Vào đầu mùa giải 2012–13, anh bị chấn thương xương cổ chân khiến anh phải bỏ lỡ một số trận đấu trên đường vượt qua vòng loại của câu lạc bộ đến một Champions League khác. Anh ấy trở lại đúng lúc để chơi trong trận đấu đầu tiên của Dinamo tại Champions League với Porto . Kovačić đã chơi trong cả sáu trận đấu của Dinamo Zagreb ở vòng bảng UEFA Champions League 2012–13 , trước Porto, Paris Saint-Germain và Dynamo Kyiv . Anh tiếp tục gây ấn tượng với màn trình diễn trưởng thành khi còn trẻ trong nửa đầu mùa giải. Tháng 10 năm 2012, anh được đề cử Golden Boy, một giải thưởng do các nhà báo thể thao trao cho một cầu thủ trẻ đến từ châu Âu được cho là ấn tượng nhất trong một mùa giải. Trong kỳ nghỉ đông của mùa giải, hội đồng quản trị của Dinamo đã loại bỏ những suy đoán về việc Kovačić sẽ rời câu lạc bộ trong tương lai gần bằng cách nói rằng họ đang xây dựng một đội bóng mới xung quanh anh ấy và một ngôi sao đang lên khác, Alen Halilović. Tuy nhiên, vào ngày 30 tháng 1 năm 2013, giới truyền thông bất ngờ tiết lộ Kovačić đã được bán cho câu lạc bộ Serie A của Ý, Inter Milan.
Trong thời gian thi đấu cho Dinamo, Kovačić đã giành được hai chức vô địch quốc nội và hai danh hiệu Cúp quốc gia Croatia , góp mặt trong tổng số 73 trận đấu chính thức, trong đó có 12 lần ra sân tại UEFA Champions League.

### Inter Milan

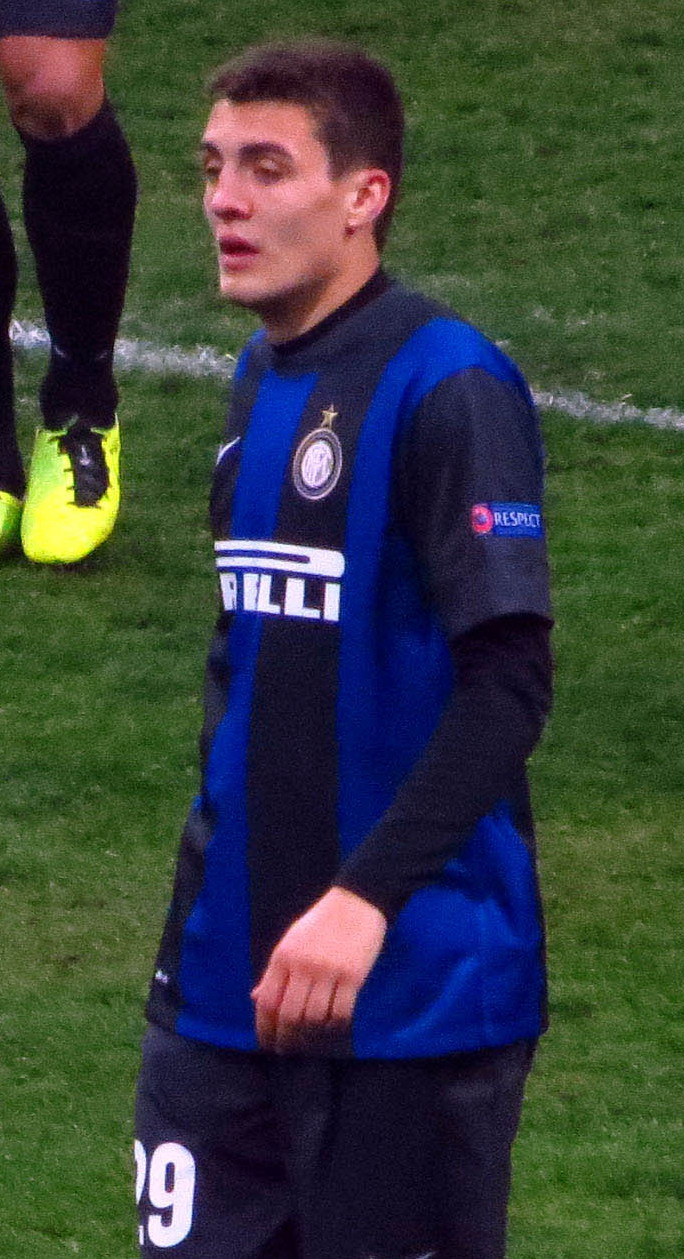
Kovačić với Inter năm 2013.

Ngày 31 tháng 1 năm 2013, Kovačić đồng ý chuyển sang Inter Milan. Thương vụ được tiết lộ trị giá tổng cộng 15 triệu €, với 13 triệu € trả ngay và 2 triệu € nếu Inter được dự UEFA Champions League. Real Madrid, Manchester City, và Chelsea cũng đã muốn có Kovačić, nhưng cuối cùng anh gia nhập Nerazzurri. Đến với đội bóng, Kovačić nhận chiếc áo số 10, trước đó của Wesley Sneijder.

#### Mùa giải 2012–13
Kovačić ra mắt Inter 3 ngày sau, ngày 3 tháng Hai, vào thay người ở hiệp 2 trong trận đấu tại giải Serie A với Siena. Vào ngày 14 tháng 2, Kovačić có trận ra mắt châu Âu trước khán giả nhà ở San Siro trong trận đấu UEFA Europa League với CFR Cluj . Anh ấy là người kiến tạo chiến thắng cho Rodrigo Palacio , người nâng tỉ số lên 2–0 cho Inter, gây ấn tượng với khán giả bằng màn trình diễn của mình, và được mọi người ủng hộ nhiệt liệt khi bị thay ra ở phút thứ 89.  Anh ấy cũng chơi trọn vẹn 90 phút trong chiến thắng 3–0 trên sân khách trước CFR Cluj khi Inter tiến vào vòng tiếp theo của UEFA Europa League 2012–13.
Kovačić đã có trận đấu đầu tiên tại giải quốc nội cho Inter ở vòng tiếp theo của Serie A trong trận thua 1–4 trên sân khách trước Fiorentina . Tại vòng 1/16 UEFA Europa League, Inter được bốc thăm để đấu với Tottenham Hotspur . Sau trận thua 3–0 tại London, Inter cần trận thắng 4–0 trên sân của Milan để đi tiếp vào vòng trong. Trận đấu kết thúc với chiến thắng 4–1 cho Inter sau khi trận đấu bước vào hiệp phụ, với Kovačić chơi như một người khởi đầu. Anh gây ấn tượng với sự điềm tĩnh và khả năng chơi bóng của mình, một lần nữa nhận được sự hoan nghênh của người hâm mộ.  Huấn luyện viên của Inter lúc đó là Andrea Stramaccioni đã ca ngợi màn trình diễn của anh ấy nhiều lần, mô tả anh ấy như một "ngôi sao của tương lai".
Vào ngày 30 tháng 3, Kovačić được ra sân ngay từ đầu trong trận Derby d'Italia đầu tiên với Juventus tại San Siro. Trận derby kết thúc với chiến thắng 1–2 cho Juventus, với Kovačić là người bắt đầu thực hiện hành động dẫn đến bàn gỡ hòa 1-1 của Rodrigo Palacio.  Kovačić là người bắt chính trong trận đấu tiếp theo của Inter tại Serie A, trong chiến thắng 0–2 trên sân khách trước Sampdoria , cũng như trong trận thua bất ngờ 3-4 trước Atalanta tại San Siro, nơi anh kiến tạo cho Ricky Álvarez ghi bàn. . Vào cuối nửa sau mùa giải, anh là người bắt chính trong tất cả các trận đấu tại Serie A của câu lạc bộ, khi Inter kết thúc ở vị trí thứ 9 đáng thất vọng trên bảng xếp hạng Serie A. Vào tháng 5, anh được nhận giải thưởng "Quý ông lịch lãm của năm" do các CĐV Inter trao tặng.

#### Mùa giải 2013–14
Kovačić đã bỏ lỡ phần lớn buổi tập trước mùa giải với đội do một loạt chấn thương nhỏ,  và trở lại chỉ vài ngày trước trận đấu chính thức đầu tiên của mùa giải mới, trận Coppa Italia gặp Cittadella tại Stadio Giuseppe Meazza. Trong các cuộc phỏng vấn trước mùa giải, tân huấn luyện viên của Inter, Walter Mazzarri ám chỉ Kovačić sẽ được giao một vai trò mới trên sân, một vai trò tương tự như Marek Hamšík ở Napoli.  Trong nửa đầu mùa giải, Kovačić thi đấu thường xuyên, mặc dù anh ấy phải vật lộn với việc thích nghi với vai trò chiến thuật mới của mình. Kovačić thực hiện pha kiến tạo đầu tiên trong mùa giải trong trận đấu với Livorno, khi anh ấy thực hiện một pha kiến tạo cho Yuto Nagatomo. Không giống như mùa giải trước dưới thời HLV Andrea Stramaccioni, Kovačić không được đá chính thường xuyên trong mùa giải 2013–14. Trong 32 trận Serie A đã thi đấu, anh chỉ đá chính 14 trận, chơi trọn vẹn 90 phút chỉ 8 lần. Anh ấy đã nhận được cơ hội để khôi phục sự tự tin của mình vào cuối mùa giải, vì anh ấy là sự lựa chọn đầu tiên của Mazzarri ở hàng tiền vệ trong sáu trận đấu gần đây nhất của Inter. Vào ngày 10 tháng 5, trong trận đấu cuối cùng của Javier Zanetti tại San Siro, Kovačić đã thực hiện ba pha kiến tạo trong chiến thắng 4–1 trước Lazio .

#### Mùa giải 2014–15
Sau khi bị đồn đoán chuyển nhượng dai dẳng trong mùa hè, vào tháng 9 năm 2014, Kovačić được đề nghị gia hạn hợp đồng đến năm 2019.  Anh ấy bắt đầu mùa giải với phong độ mạnh mẽ, ghi một hat-trick trong trận lượt về. của vòng play-off Europa League gặp Stjarnan vào ngày 28 tháng 8. Anh ghi bàn thắng đầu tiên ở giải đấu cho Inter và kiến tạo hai lần trong chiến thắng 7–0 trước Sassuolo vào ngày 14 tháng 9 năm 2014.  Anh ghi bàn thắng duy nhất của câu lạc bộ trong trận hòa 1-1 trên sân khách với Palermo .  Anh cũng ghi bàn mở tỷ số trong chiến thắng 2–0 trước Chievovà ghi một bàn thắng tuyệt vời trong trận hòa 2–2 trước Lazio. Vào ngày 6 tháng 1 năm 2015, anh bị đuổi khỏi sân trong trận hòa 1-1 với Juventus vì phạm lỗi với Stephan Lichtsteiner .  Ba ngày sau, Kovačić gia hạn hợp đồng với Inter đến tháng 6 năm 2019.

### Real Madrid

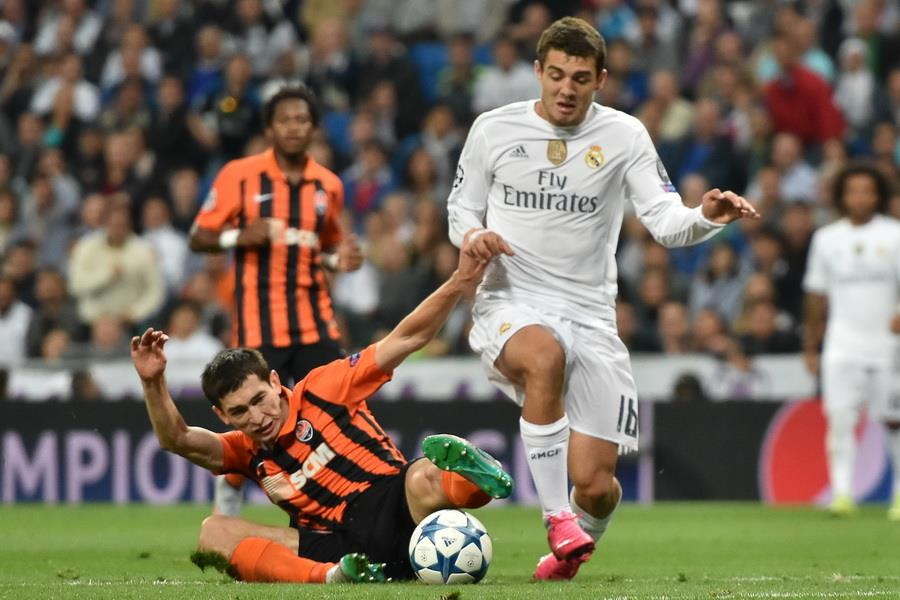
Kovačić trong trận đấu với Shakhtar Donetsk năm 2015.

Vào ngày 16 tháng 8 năm 2015, huấn luyện viên của Inter, Roberto Mancini xác nhận rằng câu lạc bộ buộc phải bán Kovačić cho Real Madrid do các quy định của Luật Công bằng Tài chính. Phát biểu trong cuộc họp báo sau trận giao hữu với câu lạc bộ Hy Lạp AEK Athens , Mancini nói: "Có những quy tắc phải được tôn trọng. Tôi không nghĩ có ai muốn điều này xảy ra nhưng chúng tôi có các quy định về Luật Công bằng Tài chính phải tuân theo. Chúng tôi" tất cả đều xin lỗi về điều đó: bản thân tôi, chủ tịch, ban lãnh đạo và các cầu thủ."  Real Madrid cũng xác nhận vụ chuyển nhượng hai ngày sau đó, thông báo Kovačić đã ký hợp đồng sáu năm với câu lạc bộ. Phí chuyển nhượng là 29 triệu euro, theo hồ sơ tài chính của Inter trong phần Báo cáo quản lý (tiếng Ý : Relazione sulla Gestione). Vào ngày 19 tháng 8, Kovačić được Real Madrid ra mắt với tư cách là cầu thủ mới tại sân vận động Santiago Bernabéu, nơi có thông tin tiết lộ rằng anh sẽ mặc áo số 16 cho câu lạc bộ. Kovačić trở thành cầu thủ Croatia thứ năm, sau Robert Prosinečki, Davor Šuker, Robert Jarni và Luka Modrić, gia nhập Real Madrid.

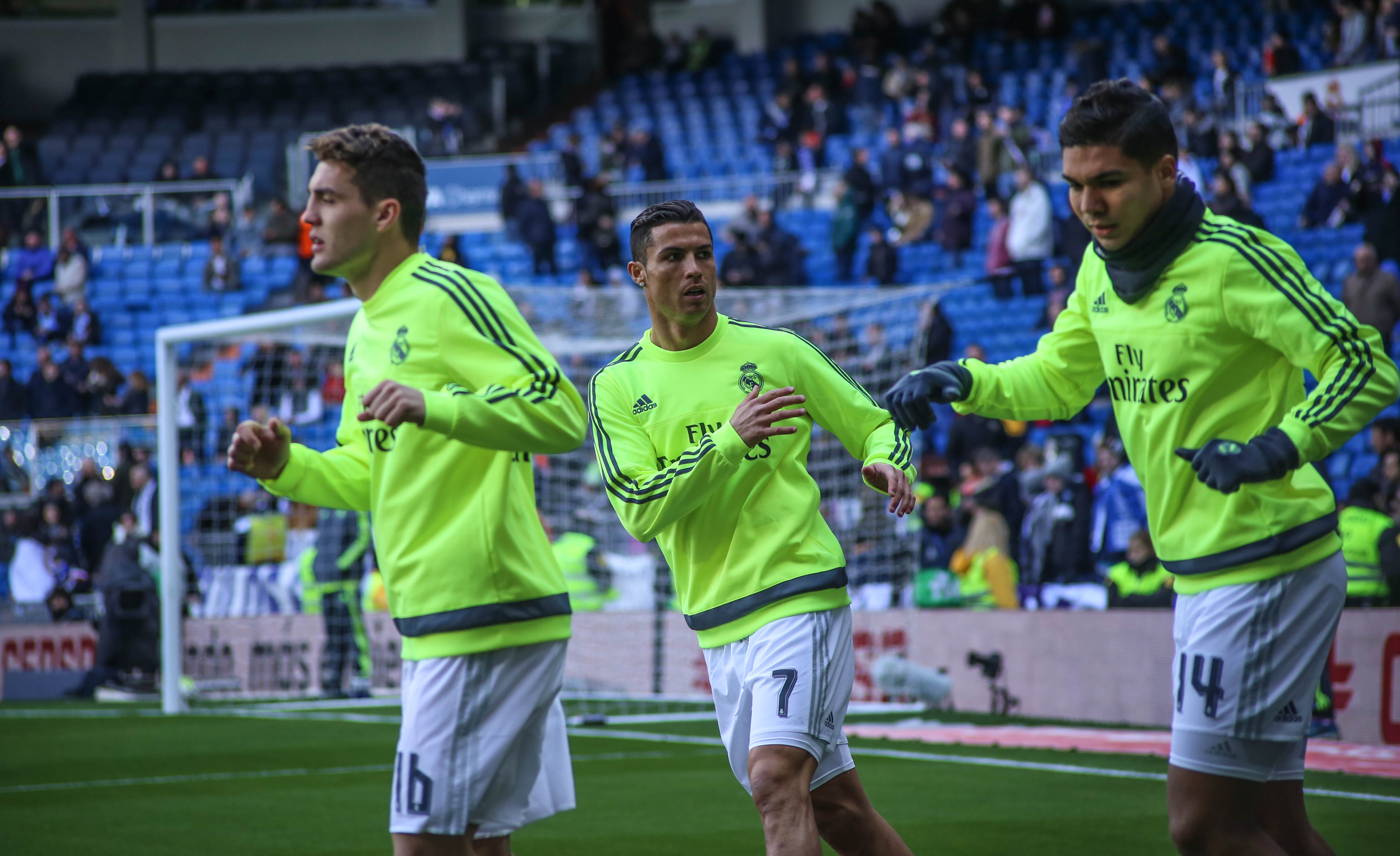
Kovacic (thứ nhất từ trái sang) khởi động với Cristiano Ronaldo và Casemiro mùa giải 2015–16.

Bốn ngày sau khi ra mắt, anh có trận ra mắt ở phút 70 thay cho Isco khi Real Madrid bắt đầu mùa giải La Liga với trận hòa không bàn thắng trước Sporting de Gijón mới thăng hạng. Anh ghi bàn thắng đầu tiên trong chiến thắng 8–0 trên sân nhà trước Malmö FF vào ngày 8 tháng 12 năm 2015. Vào ngày 3 tháng 1 năm 2016, Kovačić nhận thẻ đỏ liên tiếp trong trận hòa 2–2 với Valencia vì phạm lỗi với João Cancelo. Cho đến khi kết thúc mùa giải đầu tiên với Los Blancos, anh đã ra sân tổng cộng 34 lần. Trong những tháng đầu mùa giải, anh được HLV Real Madrid sử dụng khá thường xuyên, Rafael Benítez, chơi ở hầu hết mọi vị trí tiền vệ - đôi khi là trung tâm, đôi khi rộng, đôi khi xa hơn về phía trước. Tuy nhiên, sau khi Zinedine Zidane thay thế Benítez vào đầu tháng Giêng, số lần ra sân của Kovačić ngày càng ít hơn. Với việc cầu thủ người Pháp thích sử dụng số 11 xuất phát rõ ràng bất cứ khi nào có thể thay vì cách tiếp cận đội hình cụ thể hơn cho từng đối thủ cụ thể mà người tiền nhiệm của anh ấy sử dụng, không có nhiều chỗ cho Kovačić. Anh ấy đã có tám lần ra sân và ghi một bàn thắng trên đường đưa Real Madrid tới chức vô địch UEFA Champions League 2015–16 .
Kovačić ghi bàn thắng đầu tiên tại La Liga vào ngày 29 tháng 1 năm 2017 trong chiến thắng 3–0 trước Real Sociedad. Anh ấy là thành viên của Real Madrid vô địch La Liga 2016–17 và UEFA Champions League 2016–17.
Tại UEFA Champions League 2017–18, Kovačić đã có sáu lần ra sân khi Madrid giành chức vô địch Champions League lần thứ ba liên tiếp và thứ 13 trong lịch sử đội bóng.

### Chelsea

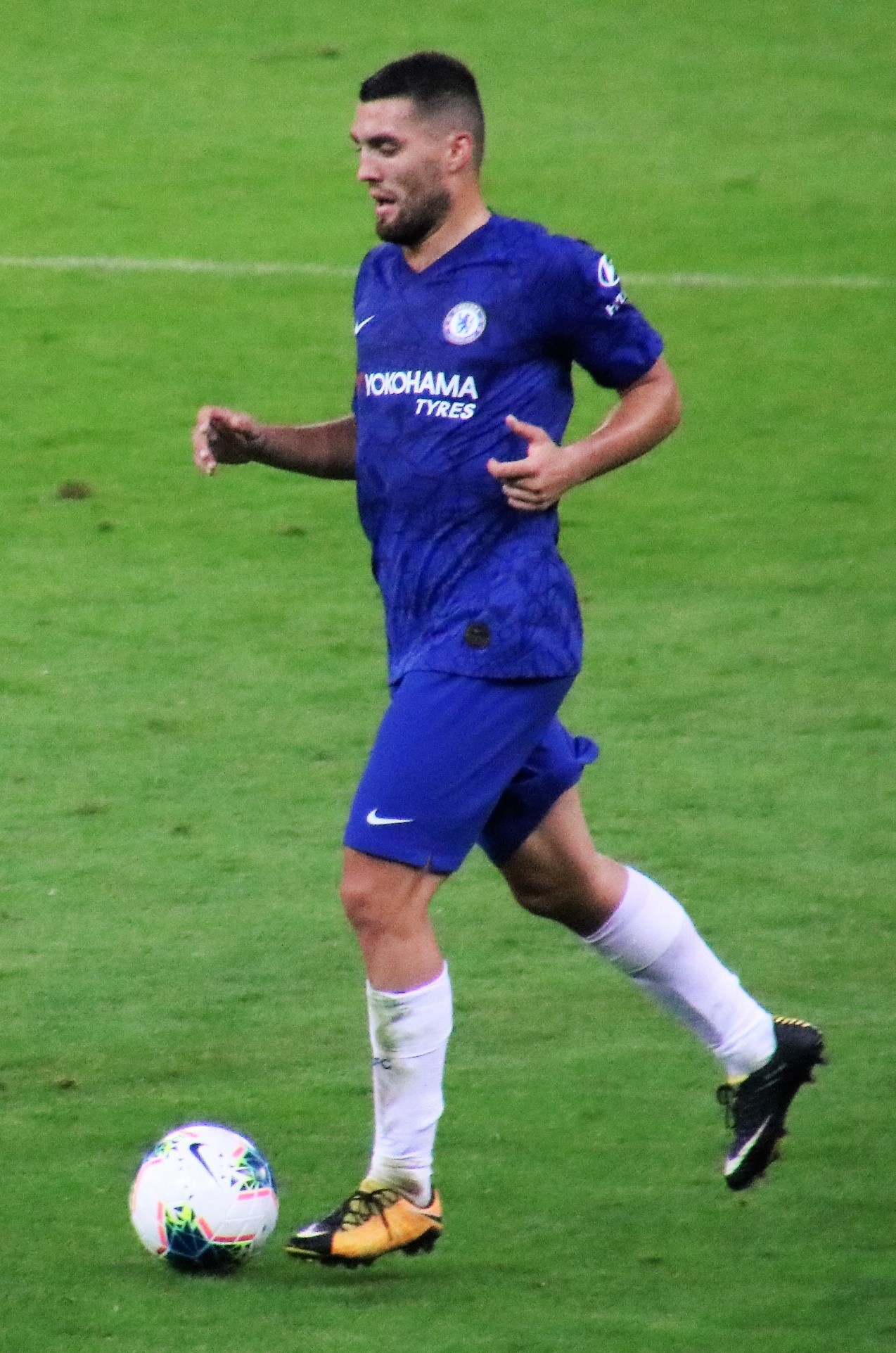
Kovačić chơi cho Chelsea năm 2019.

Vào ngày 8 tháng 8 năm 2018, Kovačić gia nhập Chelsea theo dạng cho mượn một năm. Anh mang số áo 32 trong mùa giải cho mượn. Anh có trận ra mắt trong chiến thắng 3–2 trên sân nhà trước Arsenal vào ngày 18 tháng 8, xuất hiện với tư cách là một cầu thủ dự bị trong hiệp hai. Vào ngày 29 tháng 5 năm 2019, anh được chọn vào đội hình xuất phát cho trận Chung kết UEFA Europa League 2019 tại Baku, chơi cho đến phút thứ 78 khi được thay thế cho Ross Barkley, khi Chelsea đánh bại Arsenal 4–1.
Vào ngày 1 tháng 7, Kovačić đã hoàn tất thủ tục chuyển nhượng vĩnh viễn tới Chelsea, ký hợp đồng có thời hạn 5 năm. Anh chuyển từ số áo 32 sang số áo 17. Sau một mùa giải kém cỏi dưới thời Maurizio Sarri, anh trở thành một trong những cầu thủ quan trọng nhất của Chelsea dưới thời tân huấn luyện viên Frank Lampard. Kovačić ghi bàn thắng đầu tiên cho Chelsea vào ngày 27 tháng 11, trong trận hòa 2–2 Champions League trước Valencia tại Sân vận động Mestalla. Vào ngày 7 tháng 12, anh ghi bàn thắng đầu tiên tại Premier League trong trận thua 1-3 trên sân khách trước Everton. Trong trận Chung kết FA Cup 2020 vào ngày 1 tháng 8 năm 2020, anh đã gây tranh cãi khi bị đuổi khỏi sân vì một pha vào bóng khá nhẹ nhàng với Granit Xhaka, khi Chelsea thua Arsenal 2-1. Vào ngày 25 tháng 8, anh được vinh danh là Cầu thủ Chelsea của năm.
Vào ngày 23 tháng 9 năm 2020, Kovačić đánh dấu lần thứ 100 ra sân cho câu lạc bộ trước Barnsley ở vòng 3 EFL Cup khi Chelsea thắng 6–0 trên sân nhà. Sau một khởi đầu mùa giải khó khăn hơn, Kovačić đã lấy lại phong độ từ mùa giải trước sau khi bổ nhiệm người quản lý mới Thomas Tuchel. Trước trận lượt về tứ kết Champions League với Porto, Kovačić dính chấn thương gân và buộc phải bỏ lỡ trận bán kết lượt về với đội bóng cũ Real Madrid, đội mà Chelsea thắng với tổng tỉ số 3–1. Mặc dù trước đó đã giành được 3 danh hiệu Champions League trước đó, vào ngày 29 tháng 5 năm 2021, Kovačić đã chơi trận Chung kết Champions League lần đầu tiên trong sự nghiệp của mình, vào sân thay cho Mason Mount ở phút 80, khi Chelsea đánh bại Manchester City với tỷ số 1–0.
Trước mùa giải 2021–22, Kovačić chuyển từ áo số 17 sang áo số 8, số áo của huyền thoại câu lạc bộ Frank Lampard. Vào ngày 11 tháng 9 năm 2021, anh kiến tạo cho Romelu Lukaku và ghi bàn trong chiến thắng 3–0 trước Aston Villa. Vào cuối tháng 10, Kovačić bị chấn thương trong quá trình tập luyện và có kết quả xét nghiệm dương tính với COVID-19 khi hồi phục vào đầu tháng 12. Anh trở lại đội vào ngày 19 tháng 12, trong trận hòa không bàn thắng với Wolverhampton Wanderers. Vào ngày 2 tháng 1 năm 2022, anh ấy xuất phát trở lại trong trận hòa 2-2 trên sân nhà với Liverpool; anh ấy đã ghi bàn thắng đầu tiên cho Chelsea trong khi họ bị dẫn trước hai bàn bằng một siêu phẩm sút xa.

## Sự nghiệp quốc tế

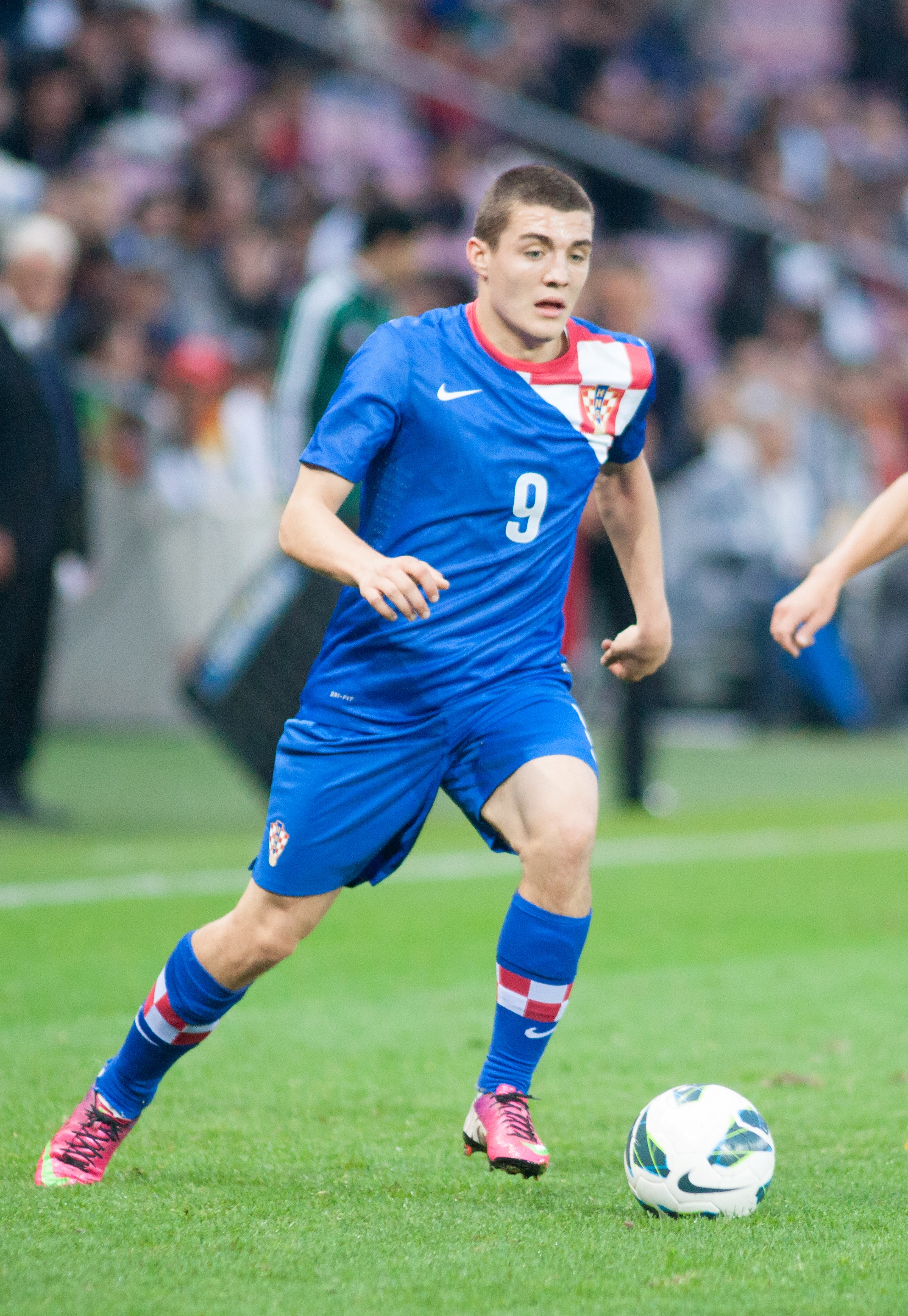
Kovacic chơi cho đội tuyển Croatia năm 2013.

Kovačić đã xuất hiện cho đội tuyển quốc gia Croatia ở nhiều cấp độ trẻ khác nhau, ra mắt vào tháng 5 năm 2008 trong một trận giao hữu U-14 với Slovakia. Kể từ năm 2011, anh là thành viên thường xuyên của các đội U-19 và U-21. Vào tháng 8 năm 2012, Kovačić được triệu tập lần đầu tiên cho trận đấu của đội tuyển Croatia với Thụy Sĩ, nhưng không thi đấu vì chấn thương. Sau đó, anh ấy nhận được một cuộc gọi cho các trận đấu vòng loại FIFA World Cup 2014 vào tháng 3 năm 2013. Anh ấy đã có trận ra mắt cấp cao của mình trong một trận đấu vòng loại với Serbia vào ngày 22 tháng 3 năm 2013, chơi ở vị trí tiền vệ trung tâm cùng với Luka Modrić, thay vì một người bắt đầu đội thường xuyên, Ognjen Vukojević. Bốn ngày sau, anh thi đấu với Xứ Wales tại Sân vận động Liberty, vào sân thay người ở hiệp hai trong chiến thắng 1–2. Trận đấu thứ ba của anh ấy diễn ra vào tháng 6, khi Croatia đối mặt với Scotland tại Zagreb và phải chịu một thất bại khó chịu vì họ không thể ghi bàn mặc dù có rất nhiều cơ hội tốt. Vào cuối vòng loại, Kovačić đã có thêm hai lần ra sân thi đấu cho Croatia, khi Croatia lọt vào vòng play-off FIFA World Cup chỉ giành được một điểm từ bốn vòng loại cuối cùng của họ. Mặc dù anh ấy không tham gia trận lượt đi không bàn thắng với Iceland ở Reykjavík, Kovačić đã bắt đầu trận lượt về và mang tính quyết định giữa hai đội tuyển quốc gia ở Zagreb, thực hiện pha kiến tạo cho bàn thắng thứ hai của đội khi họ lọt vào vòng chung kết FIFA World Cup 2014 với tổng tỷ số 2–0.
Vào ngày 02 Tháng Sáu năm 2014, Kovačić được xác nhận là thành viên của Niko Kovač của đội hình dự World Cup. Anh ấy có mặt trong đội hình xuất phát của Croatia trong trận khai mạc giải đấu, thất bại 1-3 trước đội chủ nhà World Cup Brazil tại Arena Corinthians, São Paulo , nơi anh ấy chơi cho đội của mình trong 60 phút trước khi bị thay ra.  Anh ấy đã chơi tất cả các trận còn lại ở vòng bảng, khi Croatia bị loại ở vòng bảng. Vào ngày 7 tháng 6 năm 2015, anh ghi bàn thắng quốc tế đầu tiên trong chiến thắng 4–0 trước Gibraltar , trong lần ra sân thứ 20 cho đội.
Vào ngày 4 tháng 6 năm 2018, Kovačić được chọn vào đội hình 23 người của Zlatko Dalić cho FIFA World Cup 2018. Vào ngày 22 tháng 6, Kovačić đã kiến tạo đồng đội Ivan Rakitić khi anh ấy ghi bàn thắng thứ ba cho Croatia trong chiến thắng 3–0 trước Argentina trong trận đấu vòng bảng thứ hai của giải đấu. Croatia bị Pháp đánh bại 4–2 trong trận chung kết vào ngày 15 tháng 7.
Kovačić đã xuất hiện trong các trận đấu tại Nations League của Croatia trước Tây Ban Nha trên sân khách và Anh trên sân nhà, kết thúc lần lượt là thất bại 6–0 và một trận hòa không bàn thắng.  Anh ấy đã góp mặt trong suốt chiến dịch vòng loại Euro 2020 thành công của Croatia, khi họ đứng đầu bảng. Trong chiến thắng 2-1 trước Xứ Wales ở Osijek vào ngày 8 tháng 6 năm 2019, anh ấy đã ghi bàn thắng mà lẽ ra sẽ là 2–0, tuy nhiên điều đó không được phép vì Andrej Kramarić đã ở trong thế việt vị. Trong trận lượt về vào ngày 13 tháng 10, trong trận đấu với khung thành của Xứ Wales, Kovačić đã bị chấn thương gây tranh cãi bởi Ben Davies khi trận đấu kết thúc với tỷ số hòa 1-1.
Tại Nations League 2020–21, Kovačić đã bị chỉ trích nặng nề vì sự kém hiệu quả của anh ấy trong đội tuyển quốc gia, đặc biệt là sau khi phạm lỗi dẫn đến bàn thắng mở tỷ số của Dejan Kuluševski trong trận đấu quan trọng của Croatia với Thụy Điển vào ngày 14. Tháng 11 năm 2020, trận đấu đó cuối cùng kết thúc với thất bại 2-1. Tuy nhiên, ba ngày sau, anh ghi một cú đúp trong trận thua 3–2 trước Bồ Đào Nha, cuối cùng giúp Croatia xuống hạng ở League B khi họ đạt hiệu số bàn thắng bại tốt hơn Thụy Điển.
Vào ngày 17 tháng 5 năm 2021, Kovačić được chọn vào đội hình 26 người của Dalić cho UEFA Euro 2020 và xuất phát ở cả ba trận đấu vòng bảng. Trái ngược hoàn toàn với chiến dịch Nations League của Croatia, màn trình diễn của anh ấy đã khiến anh ấy nhận được sự khen ngợi rộng rãi trong nước khi Croatia kết thúc với vị trí nhì bảng và đi tiếp vào Vòng 16.

## Lối chơi
Kovačić được mô tả như cầu thủ rất kĩ thuật với kĩ năng rê dắt. Huấn luyện viên U-17 Croatia, Martin Novoselac, nói về Kovačić: "Tôi chưa từng thấy một cầu thủ trẻ có nhiều tài năng như thế từ thời Robert Prosinečki", dựa trên sự phát triển nhanh và tài năng lớn của Kovačić. Người đồng hương, Zvonimir Boban, cầu thủ đã chơi cho Milan hơn một thập kỉ, trong cuộc phỏng vấn với Sky Italia nói rằng: "Cậu ấy có tài năng mà có khả năng khiến cậu ấy tốt hơn cả tôi, cậu ấy nghiêm túc và chuyên nghiệp khó tin so với độ tuổi. Kovačić là một cầu thủ toàn diện. Cậu ấy không sinh ra là một regista nhưng hiện tại đang thi đấu ở vị trí đó. Cậu ấy là một tài năng toàn diện và có thể phát triển hơn nữa - cậu ấy có tiềm năng lớn." Cựu HLV Inter Andrea Stramaccioni đã khen ngợi màn trình diễn của Kovačić nhiều lần, mô tả anh là "ngôi sao trong tương lai".

## Thống kê sự nghiệp

### Câu lạc bộ
Tính đến ngày 23 tháng 5 năm 2021.
| Câu lạc bộ          | Mùa giải            | Giải vô địch        | Giải vô địch | Giải vô địch | Cúp quốc gia | Cúp quốc gia | Cúp Liên đoàn | Cúp Liên đoàn | Châu lục | Châu lục | Khác | Khác | Tổng cộng | Tổng cộng |
| Câu lạc bộ          | Mùa giải            | Hạng đấu            | Trận         | Bàn          | Trận         | Bàn          | Trận          | Bàn           | Trận     | Bàn      | Trận | Bàn  | Trận      | Bàn       |
| ------------------- | ------------------- | ------------------- | ------------ | ------------ | ------------ | ------------ | ------------- | ------------- | -------- | -------- | ---- | ---- | --------- | --------- |
| Dinamo Zagreb       | 2010–11             | Prva HNL            | 7            | 1            | 2            | 0            | —             | —             | 0        | 0        | —    | —    | 9         | 1         |
| Dinamo Zagreb       | 2011–12             | Prva HNL            | 25           | 5            | 7            | 1            | —             | —             | 12       | 1        | —    | —    | 44        | 7         |
| Dinamo Zagreb       | 2012–13             | Prva HNL            | 11           | 1            | 1            | 0            | —             | —             | 8        | 0        | —    | —    | 20        | 1         |
| Dinamo Zagreb       | Tổng cộng           | Tổng cộng           | 43           | 7            | 10           | 1            | —             | —             | 20       | 1        | —    | —    | 73        | 9         |
| Internazionale      | 2012–13             | Serie A             | 13           | 0            | 1            | 0            | —             | —             | 4        | 0        | —    | —    | 18        | 0         |
| Internazionale      | 2013–14             | Serie A             | 32           | 0            | 3            | 0            | —             | —             | —        | —        | —    | —    | 35        | 0         |
| Internazionale      | 2014–15             | Serie A             | 35           | 5            | 1            | 0            | —             | —             | 8        | 3        | —    | —    | 44        | 8         |
| Internazionale      | Tổng cộng           | Tổng cộng           | 80           | 5            | 5            | 0            | —             | —             | 12       | 3        | —    | —    | 97        | 8         |
| Real Madrid         | 2015–16             | La Liga             | 25           | 0            | 1            | 0            | —             | —             | 8        | 1        | —    | —    | 34        | 1         |
| Real Madrid         | 2016–17             | La Liga             | 27           | 1            | 4            | 0            | —             | —             | 6        | 1        | 2    | 0    | 39        | 2         |
| Real Madrid         | 2017–18             | La Liga             | 21           | 0            | 5            | 0            | —             | —             | 8        | 0        | 3    | 0    | 37        | 0         |
| Real Madrid         | Tổng cộng           | Tổng cộng           | 73           | 1            | 10           | 0            | —             | —             | 22       | 2        | 5    | 0    | 110       | 3         |
| Chelsea (mượn)      | 2018–19             | Premier League      | 32           | 0            | 2            | 0            | 5             | 0             | 12       | 0        | —    | —    | 51        | 0         |
| Chelsea             | 2019–20             | Premier League      | 31           | 1            | 6            | 0            | 1             | 0             | 8        | 1        | 1    | 0    | 47        | 2         |
| Chelsea             | 2020–21             | Premier League      | 27           | 0            | 3            | 0            | 2             | 0             | 10       | 0        | —    | —    | 41        | 0         |
| Chelsea             | 2021–22             | Premier League      | 17           | 2            | 2            | 0            | 5             | 0             | 3        | 0        | 3    | 0    | 30        | 2         |
| Chelsea             | Tổng cộng           | Tổng cộng           | 107          | 3            | 13           | 0            | 13            | 0             | 33       | 1        | 4    | 0    | 170       | 4         |
| Tổng cộng sự nghiệp | Tổng cộng sự nghiệp | Tổng cộng sự nghiệp | 303          | 15           | 38           | 1            | 13            | 0             | 86       | 7        | 9    | 0    | 449       | 23        |

1. ↑  Bao gồm Croatian Cup, Coppa Italia, Copa del Rey, FA Cup
2. ↑  Bao gồm EFL Cup
3. 1 2 3 4 5 6 7 8  Ra sân tại UEFA Champions League
4. 1 2 3  Ra sân tại UEFA Europa League
5. ↑  1 lần ra sân tại UEFA Super Cup, 1 lần ra sân tại FIFA Club World Cup
6. ↑  2 lần ra sân tại Supercopa de España, 1 lần ra sân tại FIFA Club World Cup
7. ↑  Ra sân tại UEFA Super Cup
8. ↑  1 lần ra sân tại UEFA Super Cup, 2 lần ra sân tại FIFA Club World Cup

### Quốc tế
Tính đến ngày 24 tháng 6 năm 2024.
| Đội tuyển quốc gia | Năm       | Trận | Bàn |
| ------------------ | --------- | ---- | --- |
| Croatia            | 2013      | 7    | 0   |
| Croatia            | 2014      | 12   | 0   |
| Croatia            | 2015      | 5    | 1   |
| Croatia            | 2016      | 8    | 0   |
| Croatia            | 2017      | 5    | 0   |
| Croatia            | 2018      | 12   | 0   |
| Croatia            | 2019      | 7    | 0   |
| Croatia            | 2020      | 7    | 2   |
| Croatia            | 2021      | 12   | 0   |
| Croatia            | 2022      | 16   | 0   |
| Croatia            | 2023      | 6    | 2   |
| Croatia            | 2024      | 7    | 0   |
| Tổng cộng          | Tổng cộng | 104  | 5   |

### Bàn thắng quốc tế
| #  | Ngày                 | Địa điểm                                           | Đối thủ    | Bàn thắng | Kết quả | Giải đấu                    |
| -- | -------------------- | -------------------------------------------------- | ---------- | --------- | ------- | --------------------------- |
| 1. | 7 tháng 6 năm 2015   | Sân vận động NK Sloboda, Varaždin, Croatia         | Gibraltar  | 2–0       | 4–0     | Giao hữu                    |
| 2. | 17 tháng 11 năm 2020 | Sân vận động Poljud, Split, Croatia                | Bồ Đào Nha | 1–0       | 2–3     | UEFA Nations League 2020–21 |
| 3. | 17 tháng 11 năm 2020 | Sân vận động Poljud, Split, Croatia                | Bồ Đào Nha | 2–2       | 2–3     | UEFA Nations League 2020–21 |
| 4. | 28 tháng 3 năm 2023  | Sân vận động Bursa Metropolitan, Bursa, Thổ Nhĩ Kỳ | Thổ Nhĩ Kỳ | 1–0       | 2–0     | Vòng loại UEFA Euro 2024    |
| 5. | 28 tháng 3 năm 2023  | Sân vận động Bursa Metropolitan, Bursa, Thổ Nhĩ Kỳ | Thổ Nhĩ Kỳ | 2–0       | 2–0     | Vòng loại UEFA Euro 2024    |

## Danh hiệu

### Câu lạc bộ

#### Dinamo Zagreb
- Prva HNL: 2010–11, 2011–12[20]
- Croatian Cup: 2010–11,[21] 2011–12[22]

#### Real Madrid
- La Liga: 2016–17
- Supercopa de España: 2017
- UEFA Champions League: 2015–16, 2016–17, 2017–18
- UEFA Super Cup: 2016, 2017
- FIFA Club World Cup: 2016, 2017

#### Chelsea
- UEFA Europa League: 2018–19
- UEFA Champions League: 2020–21
- UEFA Super Cup: 2021
- FIFA Club World Cup: 2021

#### Manchester City
- Premier League: 2023–24
- FA Community Shield: 2024
- UEFA Super Cup: 2023
- FIFA Club World Cup: 2023

### Quốc tế
- Á quân FIFA World Cup 2018
- Hạng ba FIFA World Cup 2022
- Á quân UEFA Nations League 2022–23

### Cá nhân
- Croatian Football Hope of the Year: 2011
- Cầu thủ Chelsea của năm: 2019–20
- Bàn thắng Premier League của tháng: tháng 1/2022

### Tước hiệu
- Order of Duke Branimir: 2018